# 黄国故城
黄国故城位于中国河南省潢川县，是周朝時黃國之首都。平面呈长方形，实测东墙长1650米，西墙长1550米，南墙长1800米，北墙长1720米、周长6720米。现高7米，宽10-25米，夯土。东墙外建城濠一条，深约1米，宽36米。城内面积209公顷。城内已发现15座废井遗址和12座青铜作坊遗址。
宫殿遗址高2-3米，平面为方形，面积1.33公顷。考古发掘曾在此出土不少文物。